# Fiat RS.14
Fiat RS.14, italienskt sjöflygplan från andra världskriget.
Planet designades av Manlio Stiavelli för CMASA så som ett sjöflygplan för långdistans sjöspaning. Förutom för spaningsuppdrag användes planet även för ubåtsjakt. En landbaserad variant med beteckningen AS.14 (AS=Assalto Stiavelli) kom aldrig längre än till prototypstadiet. Den skulle vara försedd med en 37 mm kanon och två 12,7 mm kulsprutor i nosen och två av samma kaliber i sidorna. 
Efter kriget användes planet för förbindelsetrafik för max fyra personer mellan italienska fastlandet och öar i Medelhavet.